# Kreiensen
Kreiensen este o comună din landul Saxonia Inferioară, Germania.